# Nikolai Marayev
Nikolai Vasilyevich Marayev (tiếng Nga: Николай Васильевич Мараев; sinh ngày 16 tháng 4 năm 1995) là một cầu thủ bóng đá người Nga. Anh thi đấu cho F.K. Spartak Kostroma.

## Sự nghiệp câu lạc bộ
Anh ra mắt chuyên nghiệp tại Giải bóng đá chuyên nghiệp quốc gia Nga cho FC Dolgoprudny vào ngày 4 tháng 9 năm 2014 trong trận đấu với F.K. Zenit-2 Sankt Peterburg.